# Тим Дрейк
Тимоти Джексон (Тим) Дрейк-Уэйн (англ. Timothy Jackson "Tim" Drake-Wayne) — персонаж комиксов издательства DC Comics. Персонаж был создан Марвом Вольфманом и Пэтом Бродериком. С 1989 по 2009 год он был известен, как Робин, напарник Бэтмена, третий персонаж, носивший этот псевдоним. Впервые появился «Batman» № 436 во флешбэке — он присутствовал на выступлении Грейсонов, когда родители Дика Грейсона умерли. После событий «Batman: Battle for the Cowl» Дрейк взял себе имя Красный Робин.
После перезапуска вселенной DC Comics обстоятельства поменялись, Тим Дрейк никогда не надевал костюм Робина официально, но был напарником Бэтмена под именем Красный Робин. Это идёт вразрез с его собственной историей («Teen Titans» № 1), ровно как и с историей Скотта Снайдера («Batman» № 1) и Питера Томаси («Batman & Robin» № 10), каждая из которых ссылается на времена, когда Тим Дрейк был Робином. В первом переиздании «Teen Titans» версии New 52 были убраны отсылки к Тиму, как к Робину.

## История публикаций
Тим Дрейк был назван в честь Тима Бёртона, режиссёра на тот момент лишь предстоящего фильма «Бэтмен», и был представлен в комиксе 1989 года «Batman: Year Three», а его история была рассказана в «Batman: A Lonely Place of Dying», в котором он сначала представляется Дику Грейсону, впечатлив его своими детективными способностями. Это привело к тому, что и Грейсон, и позже дворецкий Брюса Уэйна, Альфред Пенниуорт, поддержали просьбу Тима взять его новым напарником Бэтмена. Редактор основной серии комиксов «Batman» Деннис О’Нил надеялся, что одобрение Дика Грейсона поможет читателям принять Дрейка. По всей видимости, ход удался, поскольку персонаж оказался столь популярным, что после трёх успешных мини-серий получил свою собственную серию на 183 выпуска, выходившую с 1993 года по 2009. Майк Мулнис на сайте Newsarama сказал следующее:
В течение [всей серии комиксов Робина] персонаж Тима Дрейка проходил более и более грандиозные испытания. Персонаж Робина проявлял инициативу и делал то, что считал правильным. Он знает, что живёт в тени Дика Грейсона, и старается не разочаровать Брюса Уэйна, Бэтмена. Тим от природы детектив, более чем предыдущие носители костюма Робина, и очень одарён в работе с компьютерами, что позволяет ему стоять на собственной позиции. В отличие от предшественников Тим не столь хорош в рукопашном бою, и ему пришлось очень много трудиться над своей техникой, включавшей посох бо, позволяющий ему достичь достаточного уровня умения. Почти всегда Тим старается анализировать проблему и перехитрить противника, но показывает способность выиграть схватку, когда это необходимо.
Будучи Робином, персонаж проявил себя в сериях комиксов «Young Justice» и «Teen Titans», а в июне 2009 года, взяв новый костюм и имя Красного Робина, он начал появляться в новой, одноимённой серии комиксов.

## Биография

### Введение
Тим Дрейк, сын Джека и Джанет Дрейк, того же социального класса, что и Брюс Уэйн. Когда он был маленьким, то посетил цирк в первый раз вместе с родителями. Дрейки попросили Летучих Грейсонов сфотографироваться вместе, в итоге между Тимом Дрейком и Диком Грейсоном сразу выросла дружественная связь, как только они встретились.
По достижении девяти лет, Дрейк смог вычислить личности Бэтмена и Робина, после того, как Робин выполнил гимнастический трюк, который до этого Дик Грейсон выполнял, когда выступал с Летучими Грейсонами. Заметив, что Бэтмен стал безрассуден и жесток после смерти второго Робина, Джейсона Тодда, убитого Джокером, Дрейк решил вмешаться, и Бэтмен, в конце концов, сделал его третьим Робином, после гибели его матери и инвалидности отца. Джек Дрейк также появился в «Кризисе личности». Когда Джина Лорин послала ему пистолет, он использовал его для самозащиты и застрелил Капитана Бумеранга, однако тот в последний момент кинул бумеранг, убивший Джека Дрейка. Так Тим стал сиротой, продолжив долгоживущую традицию — оба предыдущих Робина также были сиротами.

### Robin (1989—2009)

Первый костюм Тима Дрейка в качестве Робина, дизайн Нила Адамса.

До присоединения к Бэтмену в качестве нового Робина Тим Дрейк получил новый костюм Робина и был послан тренироваться у множества мастеров. Когда Брюс Уэйн ушёл в отставку после комикса Knightfall, Робин стал защищать Готэм-сити в одиночку. Потом он начнёт ходить на миссии с такими командами, как Юная Справедливость и Юные Титаны, команды подростков-супергероев. Он также несколько раз появлялся в других комиксах DC, таких, как Nightwing и Azrael.
После смерти отца Тима Дрейка в Identity Crisis (2004 год), смерти его подруги Стефани Браун в Batman: War Games (2004—2005) и смерти его лучшего друга Супербоя (Коннора Кента) в Infinite Crisis (2005—2006) он на какое-то время переехал в Блюдхейвен, чтобы уйти от «призраков» Готэм-сити и чтобы держаться ближе к своей мачехе Дане Уинтерс, поступившей в клинику Блюдхейвена после шока от убийства Джека Дрейка Капитаном Бумерангом. В это время у Дрейка появился новый костюм, выполненный в цветах знака Супербоя как дань памяти павшему другу, и он был официально усыновлен Брюсом Уэйном.
После предполагаемой смерти Бэтмена в Batman R.I.P. и Final Crisis, биологический сын Брюса Уэйна Дэмиэн Уэйн взял на себя обязанности Робина, в то время как Тим Дрейк, веря в то, что его наставник всё ещё жив, взял себе личность Красного Робина и покинул Готэм-сити, чтобы отправиться искать Брюса Уэйна по всему миру.

### Red Robin (2009—2011)

Тим Дрейк в костюме Красного Робина. Обложка комикса Red Robin #6. Рисунок Маркуса То

Комикс Red Robin был запущен в конце 2009 года, изображающий Тима Дрейка в поиске доказательств того, что Брюс Уэйн ещё жив. У него на хвосте всё время были ассасины Ра’с аль Гула, также заинтересованного в тайне участи Бэтмена. В то же время Тэм Фокс, дочь Люциуса Фокса, была отправлена на поиски Тима Дрейка-Уэйна, чтобы вернуть его в Готэм. Тим отправляется в Ирак и обнаруживает окончательное доказательство того, что Брюс жив, но потерян во времени. Сразу после этого Тима Дрейка и сопровождающих его ассасинов Ра’с аль Гула атакует убийца из Совета Пауков. Дрейк выживает и умудряется доставить себя и выжившую ассасинку Прю в комнату в отеле, где его находит Тэм Фокс, и откуда их всех похищает Лига Ассасинов. Хотя поначалу отказываясь, Тим всё же вступает в союз с Ра’с аль Гулом и тот ставит его во главе Лиги Ассасинов. Дрейк использует данную ему власть, чтобы спланировать противостояние с Советом Пауков и разрушение Лиги Ассасинов после. После провала в захвате ассасинов Совета — удалось схватить лишь одного — Тим осознаёт, что Совет в скором времени нападёт на базу Лиги Ассасинов, где он оставил Тэм Фокс. Бросившись на базу, он умудряется остановить Совет Пауков, взорвать базу Лиги Теней (равно как и многие другие базы по всему миру, дистанционно перегрузив их генераторы энергии)
После этого Дрейк возвращается в Готэм-сити, чтобы расстроить планы Ра’са использовать Хаша, благодаря пластическим операциям ставшего похожим на Брюса Уэйна, для получения власти над ресурсами семьи Уэйн. Ра’с аль Гул планировал разрушить всё, что дорого Бэтмену, и назначил ассасинам цели — людей, так или иначе связанных с Бэтменом. Осознав, что все эти цели были лишь отвлекающим манёвром, чтобы в это время Хаш мог передать Wayne Enterprises Ра’су, Красный Робин зовёт друзей из Юных Титанов на помощь, чтобы они защитили людей, которых аль Гул наметил жертвами. Сам он отвлекает Ра’са, пока Люциус Фокс передаёт всю власть над компанией Дрейку. Осознав, что Красный Робин превзошёл его, Ра’с аль Гул воздаёт ему должное, назвав его «детектив», и выкидывает героя в окно после непродолжительного боя. Тим доволен, что ему удалось достичь победы без каких-либо компромиссов, после чего во время падения его подхватывает Бэтмен (Дик Грейсон). После этого Дрейк переезжает обратно в Готэм-сити и возобновляет связи с семьёй и друзьями. После возвращения Брюса Уэйна, Тим начинает содействовать его планам расширить их миссии до всего мира с помощью Batman, Inc. Тим, в конце концов, был назначен главой новой версии Аутсайдеров, теперь являющихся отделом Batman, Inc. для особых операций. Красный Робин также возобновляет связи с Юными Титанами и передаёт лидерство над ними Чудо-девочке. Тем не менее, он является ещё лидером команды во время битвы против Супербой-Прайма и нового Смертельного Легиона.
После приключения с Блэкбэт, во время которого он встретил сестру Ра’с аль Гула, Тим преследует и пытается убить Капитана Бумеранга (воскрешенного во время событий Светлейшего дня). Хотя Тим в итоге сумел заставить себя отказаться от убийства Бумеранга, Бэтмен всё равно корил его за его действия.

### Перезапуск DC (2011—2016)

Новый вид Красного Робина, после событий Flashpoint. Рисунок Бретта Буфа.

В 2011 году DC Comics перезапустило большинство серий комиксов, в результате чего Тим Дрейк появился в новой серии комиксов Teen Titans № 1 как Красный Робин, нося костюм, разработанный Бретом Буфом. Согласно сценаристу Скотту Лобделлу довольно многие элементы в истории Дрейка останутся прежними. В начале серии Тим находится в состоянии полу-отставки вследствие падения вместе с Бэтменом и использует свои компьютерные навыки, чтобы бороться с преступностью с помощью интернета, в манере Оракула. Он также отслеживает деятельность нескольких
молодых супергероев, таких, как Статик, Мисс Марсианка, Солнцестояние и Кид Флэш. Атакованный агентам тайной организации N.O.W.H.E.R.E., Тим делает новый костюм Красного Робина и возвращается в мир бороться с преступностью.
Будучи Красным Робином, Тим объединяется с таинственной и агрессивной энергичной воровкой, известно, как Чудо-девочка, и гиперактивным спидстером, зовущим себя Кид Флэш, чтобы получить шанс выстоять против множества их врагов. Таким образом новообразованные Юные Титаны, судя по всему, не имеют никаких связей с ранее существовавшей командой.
В выпуске Teen Titans № 0 была рассказана история Тима Дрейка. В версии Новых 52, Тим является талантливым атлетом и компьютерным гением, подобравшимся вплотную к тайне личности Бэтмена, но так и не открывшим её. Когда Тим находит Бэтмена и получает отказ в получении места помощника, он решает привести Бэтмена к себе, для чего взламывает счет Пингвина в банке и отправляет миллионы долларов на благотворительность. Громилы Пингвина приходят за Тимом и его семьёй, но Бэтмен спасает их. Родители Тима попадают под защиту свидетелей, но считают, что Тим заслуживает лучшего и просят Брюса Уэйна позаботиться о нём. Брюс усыновляет Тима, программа защиты свидетелей даёт ему новое имя — «Тим Дрейк», после чего он берёт себе кодовое имя Красный Робин. В перезапуске он был похищен таинственным Мистером Оз который является Джор-Элом.

## Силы и способности

### Боевые навыки
Тим Дрейк был тренирован Бэтменом и другими инструкторами по всему миру, включая Леди Шиву. Он обладает познаниями в нескольких боевых искусствах, таких, как ниндзюцу, каратэ, дзюдо, айкидо, джиу-джитсу, но его любимым способом самообороны является бодзюцу. Он победил Леди Шиву в спарринге и оценивается, как лучший когда-либо живший боец на посохах. Тим оказался способным отражать атаки сразу нескольких ассассинов Совета пауков, когда защищал Тэм Фокс и также в конце своего плана по уничтожению нескольких баз Лиги Ассассинов он получил похвалы от Ра’с аль Гула, наблюдавшего за битвой издалека. Его боевой стиль является отражением всего, чему его учили его мастера, Брюс Уэйн, а также его собственного интеллекта, способного находить слабые точки в моменте. Также он является привитым от нескольких токсинов, с которыми Бэт-семья сталкивались, включая яд Джокера, токсин Страха и некоторые феромоны Ядовитого Плюща.

### Интеллектуальные, дедуктивные и лидерские способности
Автор комиксов Фабиан Нициеза, сказал следующее:
Он «умный» в Бэт-семье, мыслитель и планировщик. Я имею в виду, Брюс Уэйн/Бэтмен является тем, кто он есть, и Тим не обладает его возможностями пока, но Тим в свои 17 лет имеет интеллект куда более развитый, нежели Брюс имел в том же возрасте. Также нельзя сказать, что Дик Грейсон или Барбара Гордон глупые, конечно нет, но уровень мысли Тима слегка... глубже,.. чем их. Я считаю, Дик более рефлексивно думает, Барбара хороша в оперативном мышлении, Тим же хорош во всём, у него всеобъемлющий разум.

Что мне особенно нравится в Тиме, что он объединяет в себе сильнейшие черты разных членов Бэт-семьи. У него интеллект и детективные способности Брюса, способность вести других и быть другом Дика и даже способность совершать холодные, жесткие решения Джейсона.
В возрасте девяти лет Тим Дрейк был способен вычислить, что это Дик Грейсон скрывается под маской Робина, когда тот совершил четверное сальто, которое могли совершить лишь три человека во всём мире, и Грейсон в их числе. Дедукция также позволила Дрейку вычислить, что опекун Дика, Брюс Уэйн, является Бэтменом. Интеллект Дрейка помог ему узнать секретные личности большинства супергероев, в том числе Флэша и Супермена. Плюс к этому после того, как Дрейк разрушил планы Ра’с аль Гула убить всех, о ком Брюс Уэйн заботится и погубить состояние Семьи Уэйнов, Ра’с начал отзываться о Тиме «Детектив», титул, которого ранее удостаивался лишь Бэтмен. Его интеллект позволил ему преуспеть в компьютерных науках и ряде других наук, включая биологию, инженерию и генетику, знание которых он продемонстрировал, когда пытался клонировать Супербоя. Тим также говорит на нескольких языках, кроме родного английского, включая кантонский, русский, испанский и немецкий.
Как и Дик Грейсон в своё время, Дрейк был лидером Юной Справедливости, Юных Титанов и даже был поставлен Суперменом во главе спасательных работ Бладхейвена после атаки Детстроука и членов Общества.

## Костюмы
Оригинальный костюм Тима Дрейка отличается от костюмов его предшественников большим количеством защиты, включающей армированную тунику, плащ выкрашенный чёрным снаружи и жёлтым внутри, а также зелёными лосинами. Костюм также включал в себя армированный воротник, ботинки джика-таби, сюрикен в виде буквы «R» на груди на крайний случай, кроме обычных бэтарангов, а также складывающимся посохом бо — основным оружием персонажа. После событий Бесконечного Кризиса костюм Дрейка был модифицирован, теперь в-основном в чёрных и красных цветах и включающий теперь более длинные рукава.
Костюм Красного Робина состоит из красной туники с длинными рукавами, чёрных ботинок, трико, плаща и капюшона. Костюм также включает чёрно-золотой пояс, содержащий вооружение Дрейка, вроде его посоха бо и метательных дисков. После конфорнтации Дрейка с Ра’с аль Гулом в Red Robin № 12 костюм был слегка изменён.
После перезапуска 2011 года капюшон был заменён маской покрывающий глаза, похожей на те, что носили предыдущие два Робина. Остальные части костюма также были изменены — теперь это исключительно чёрно-красный костюм с поясом на талии и ногах. К его груди прикреплены крылья, разработанные Вирджилом Хоукинсом (Статиком), позволяющие Красному Робину летать. Он продолжает использовать посох бо и разные гаджеты.

## Альтернативные версии

### Batman Beyond
После событий Batman Beyond: Return of the Joker (события которого происходят на Земле-12, одной из 52 параллельных Земель, в которой происходят действия Batman The Animated Series и The New Batman Adventures) Тим появляется в качестве второстепенного персонажа в постоянной серии Batman Beyond. Предполагается, что после событий «Return of the Joker» он освободился от контроля Джокера, хотя этот опыт оставил у него много сомнений.
Брюс предложил Тиму работу в его компании, после того, как он объединил её с Люциусом Фоксом-младшим и назвал «Wayne Incorporated», при условии, что он не наденет больше костюм и Брюс оплатит обучение в колледже его детей.

## Вне комиксов

### Телевидение
- Тим Дрейк появляется в третьем сезоне сериала «Титаны» от HBO MAX.
- После Джейсона Тодда Тим Дрейк стал третьим Робином, после чего появился в большей части анимированной вселенной DC. Этот Тим Дрейк является комбинацией оригинального Тима Дрейка и Джейсона Тодда.[36] Впервые появился в «Новых приключениях Бэтмена», озвученный Мэттью Валенсией. Появлялся также в мультсериалах Superman: The Animated Series и Justice League. Его дальнейшая судьба была рассказана в Batman Beyond: Return of the Joker.
- Тим Дрейк появился в полнометражном мультфильме 2003 года Batman: Mystery of the Batwoman, озвученный Элаем Мариенталем.
- Тим Дрейк является одним из основных персонажей в мультсериале Young Justice: Invasion.
- В мультфильмах «Безграничный Бэтмен: Животные инстинкты» и «Безграничный Бэтмен: Нашествие монстров» Красный Робин является одним из главных персонажей.

### Видеоигры
- Тим Дрейк появляется, как Робин, в Batman: Dark Tomorrow (озвученный Джонатаном Руми) и Batman: Rise of Sin Tzu (озвученный Скоттом Менвилем).[37]
- Тим Дрейк является играбельным персонажем в картах-испытаниях игры Batman: Arkham City и появляется в истории игры, озвученный Троем Бейкером. Является играбельным персонажем в сюжетном режиме DLC Harley Quinn’s Revenge
- Тим Дрейк является одним из двух главных героев в игре LEGO Batman 3: Beyond Gotham, озвученный Чарли Шлаттером.

Появился в Lego DC Super Villains как Красный Робин.
- Тим также появляется в DC Universe Online (озвученный Уилом Уитоном).
- Играбельный персонаж в Young Justice: Legacy.
- Играбельный персонаж в Batman: Arkham Knight.
- Играбельный персонаж в Gotham Knights.

## Критика и отзывы
Тим Дрейк занял 32 место в списке 100 лучших героев комиксов по версии IGN в мае 2011 года.